# Tetrathemis corduliformis
Tetrathemis corduliformis é uma espécie de libelinha da família Libellulidae.
Pode ser encontrada nos seguintes países: República Democrática do Congo, Quénia e Uganda.
Os seus habitats naturais são: florestas subtropicais ou tropicais húmidas de baixa altitude.